# 181 West Madison Street
181 West Madison Street è un grattacielo situato a Chicago.

## Caratteristiche
Completato nel 1990, l'edificio è alto 210 metri e ha 50 piani. È la prima e unica torre completata dell'architetto Cesar Pelli in città.
La caratteristica più distintiva della torre è la sua corona incassata. La parte superiore dell'edificio è illuminata di bianco agli angoli, così come altri vari colori a seconda delle festività.
Nel 1989, la stessa combinazione di sviluppatore (The Beitler Company) e architetto immaginò la Miglin-Beitler Skyneedle nelle vicinanze. L'edificio di 610 metri e 125 piani sarebbe stato il grattacielo più alto del mondo se completato, ma i piani sono stati abbandonati a causa di un mercato immobiliare lento.